# Maniac Cop
Maniac Cop (bra Maniac Cop - O Exterminador) é um filme americano de 1988, dos gêneros terror e policial, dirigido por William Lustig, com roteiro de Larry Cohen.

## Elenco
- Tom Atkins ... Frank McCrae
- Bruce Campbell... Jack Forrest
- Robert Z'Dar ... Matthew "Matt" Cordell / Maniac Cop
- Laurene Landon ... Theresa Mallory
- Richard Roundtree ... Comisário Pike
- William Smith ... Capitão Ripley
- Jake LaMotta ... Detetive
- Sam Raimi... Repórter do desfile
- Sheree North ... Sally Noland
- Nina Arvesen ... Regina Sheperd
- Nick Barbaro ... Vereador
- Lou Bonacki ... Detetive Lovejoy
- Barry Brenner ... Coronel
- Victoria Catlin ... Ellen Forrest
- James Dixon ... Clancy
- Corey Michael Eubanks ... Bremmer
- Jill Gatsby ... Cassie Philips